# ديفيد مودي
ديفيد مودي (بالإنجليزية: David Moody)‏ (28 أبريل 1995 في أستراليا - ) هو لاعب كريكت أسترالي. لعب مع فريق غرب أستراليا للكريكت ‏ وHobart Hurricanes ‏.

## وصلات خارجية
- ديفيد مودي على موقع إي آس بي آن كريك إنفو (الإنجليزية)